# Carios marinkellei
Carios marinkellei är en fästingart som beskrevs av Kohls, Clifford och Jones 1969. Carios marinkellei ingår i släktet Carios och familjen mjuka fästingar. Inga underarter finns listade.